# Spermacoce argentea
Spermacoce argentea là một loài thực vật có hoa trong họ Thiến thảo. Loài này được (Cham.) Kuntze miêu tả khoa học đầu tiên năm 1898.